# Place Jean-Delay
Pour les articles homonymes, voir Jean Delay.
La place Jean-Delay est une voie située dans le quartier de la Maison-Blanche du 13e arrondissement.

## Situation et accès
La place Jean-Delay est desservie à quelque distance par la ligne 7 du métro de Paris à la station Maison Blanche.

## Origine du nom
Elle a pris le nom du médecin psychiatre et écrivain Jean Delay (1907-1987).

## Historique
La place est créée et prend sa dénomination actuelle le 25 juillet 2007 sur l'emprise des voies qui la bordent.

## Bâtiments remarquables et lieux de mémoire
Depuis la fin de 2011, la place comporte une fontaine Wallace.

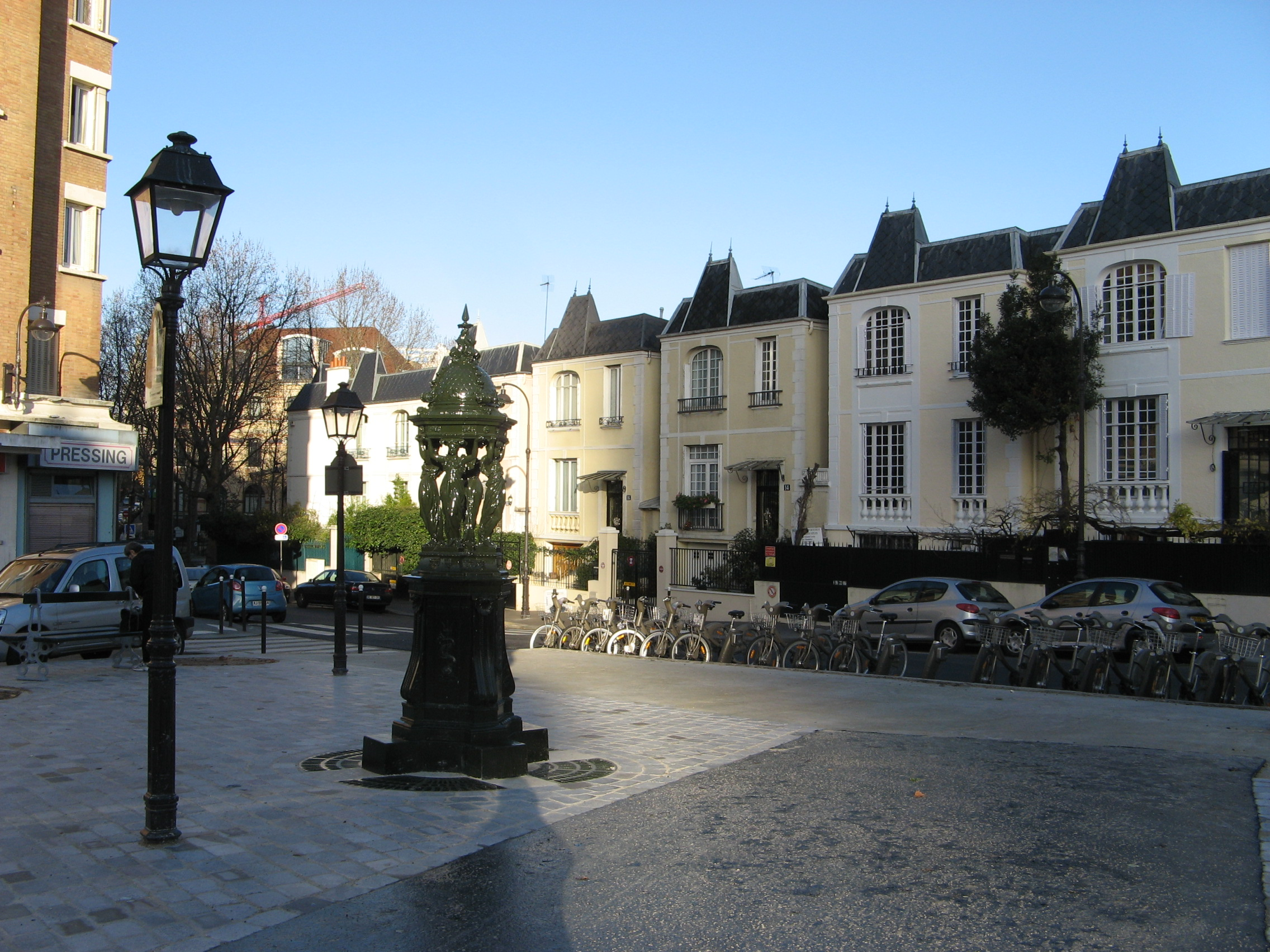
La place en décembre 2011.
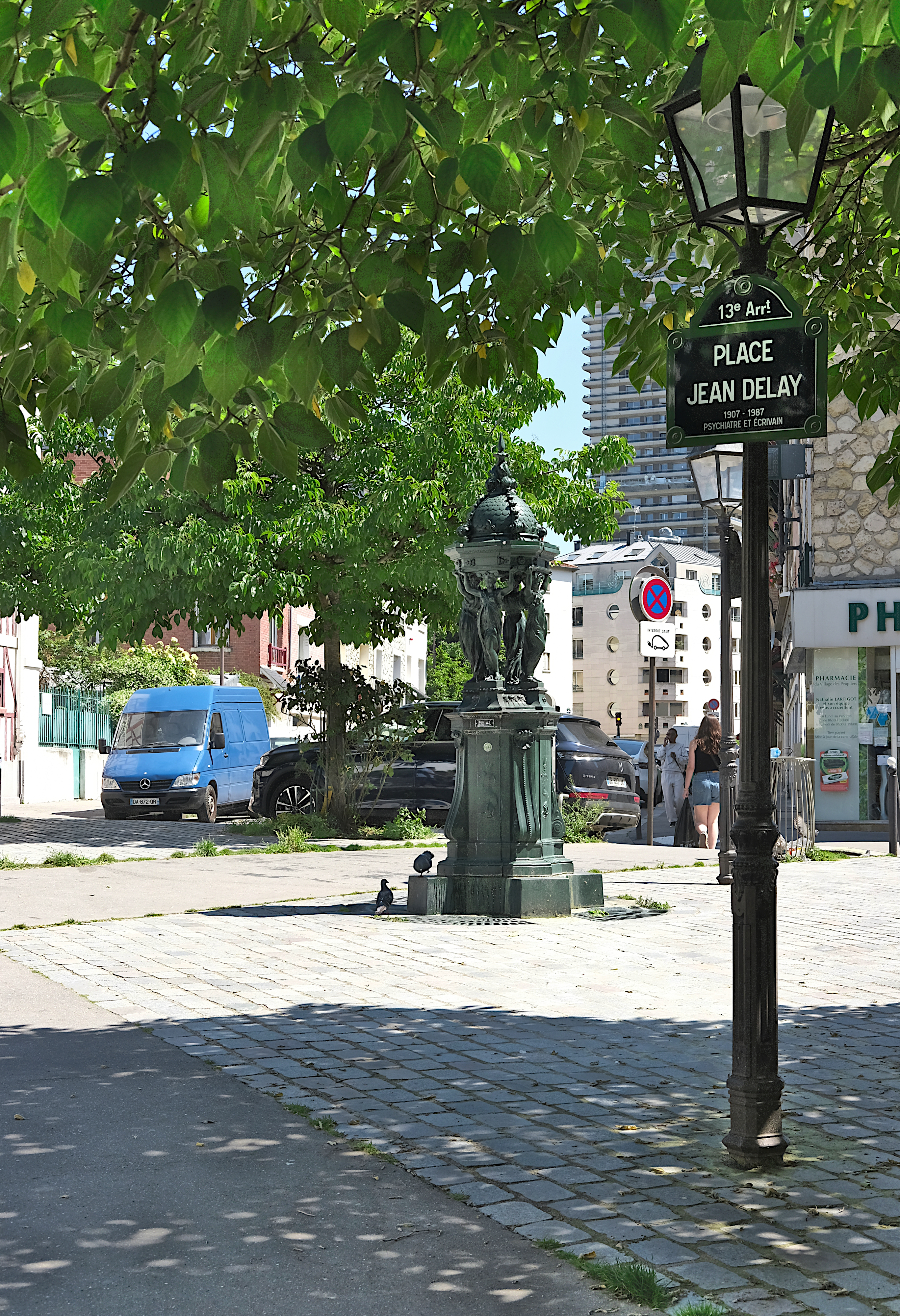
La place en juin 2024.